# Islândia nos Jogos Olímpicos de Verão de 1964
A Islândia competiu nos Jogos Olímpicos de Verão de 1964 em Tóquio, Japão de 11 a 24 de outubro de 1964.. Quatro atletas, Valbjörn Þorláksson, Jón Ólafsson, Gudmunður Gíslason e Hrafnhildur Guðmundsdóttir competiram no decatlo, salto em altura e Natação respectivamente. Eles, todavia, não conquistaram medalhas.